# Luis A. Páez
Luis Páez (Araure, Portuguesa, Venezuela; 15 de julio de 1997) es un futbolista venezolano. Juega de delantero y su equipo actual es Deportivo Capiatá de la Primera División de Paraguay.

## Trayectoria
Páez es un delantero que comenzó como defensa central que se formó en el Dep. Valle Fresco II. En mayo de este año (2015) hizo su debut profesional jugando el Torneo de la Primera división paraguaya en el Deportivo Capiatá. En este equipo tuvo una destacada actuación que le mereció ser tomado en cuenta.
En mitad de agosto, Luis Páez viajó a Paraguay desde Venezuela para realizar pruebas en donde fue titular indiscutido y utilizado como centrodelantero en Deportivo Capiatá.
Durante los últimos días de su viaje a Paraguay su pase es adquirido por tres semanas por la Corporación Popular Deportiva Juvenil de Capiatá. Anteriormente en el mes de mayo jugó su primer torneo como visitante en campo de Dep. Valle Fresco II marcando 2 goles en el partido, no obstante en la primera visita se interesó en el club de fútbol y empezó a trabajar con ellos que para fecha de marzo se disputó un partido contra (Club Social Canario Venezolano) finalizando con un marcador a favor (0-2) siendo titular en todo el partido.
En 2013 el presidente de Deportivo Capiatá, confirmó que el delantero es nuevo y necesita más experiencia para estar en un equipo de primera división, por el cual al terminar las pruebas se devolvió a su primer equipo para mejorar su rendimiento y volver a intentar quedar en Capiatá.

## Clubes
| Club                      | País      | Temporada       |
| ------------------------- | --------- | --------------- |
| Deportivo Valle Fresco II | Venezuela | 2015 - Presente |
| Deportivo Capiatá         | Paraguay  | 2015            |